# 宮原節庵
宮原 節庵（みやはら せつあん、文化3年10月8日（1806年11月17日） - 明治18年（1885年）10月6日）は、幕末から明治時代の儒学者、書家。名は竜（あるいは龍）、字は士淵、通称は謙蔵。号は節庵・潜叟・易安・栗村などで、一般的には宮原節庵で通る。

## 略伝
備後国尾道（現広島県尾道市）で渡橋貞兵衛（忠良）の五男として生まれる。宮原は父方の祖先の姓であり、のちに継ぐ。渡橋（おりはし）家は尾道の豪商の一つであり、当時尾道商人たちで形成していたサロンのメンバーの一人であり、菅茶山や頼山陽などの当代を代表する文化人と交わっていた。山陽が渡橋家に泊まり、その際に節庵を弟子にしたとされる。
京に出て、山陽の家塾に入塾する。内弟子同様で、初めは同郷の橋本竹下に世話になったという。後に山陽の塾で頭角を現す。27歳のとき山陽死去。その後は江戸に出て昌平黌（昌平坂学問所）に学ぶ。
京都に戻り家塾をひらいた。門下生には跡見花蹊・武井守正がいる。明治18年死去。著書に『節庵遺稿』がある。

## 備考
- 節庵は山陽の中国筋東行に随行した[1]（頼家の本家は竹原にあり、京都から竹原への途中には尾道がある）。また山陽の母である頼梅颸の大和・伊勢旅行にも随行し、寵愛を受けた[4]。
- 節庵の晩年の筆跡は師の山陽を凌いだと伝わる[4][5]。
- 別号に潜叟（せんそう）を用いた。節庵の書は全国で求められていたが、潜叟署名の書は九州では西南戦争と音が通じるとして好まれなかったという[2]。